# Raïna Raï
Raïna Raï, (en árabe: راينا راي‎)‎; es un grupo musical raï argelino, de Sidi Bel Abbes. Se formó en 1980, en París y continua en nuestros días.

Sus miembros fundantes fueron: Tarik Naïmi Chikhi, Kaddour Bouchentouf, Lotfi Attar y Hachemi Djellouli.

## Historia
El grupo se estableció en diciembre de 1980 en París.

## Miembros
- Kada Guebbache : vocal & karkabou
- Hachemi Djellouli : percusiones
- Lotfi Attar : exguitarrista
- Reda Gherici : vocal y bajo eléctrico
- Abderahmane Dendane : saxófono
- Nadjib Gherici : guitarra

En julio de 1985, los miembros del grupo se separaron justo después de su último concierto en Argel. Las razones de esta separación son múltiples, entre las cuales: Lotfi Attar no estaba de acuerdo con lo que estaba sucediendo en el grupo, especialmente sobre el tema de su orientación musical. Dos años después, en 1987, Lotfi Attar, con Djilali Rezkallah creó otro grupo, "Amarnas", que duró hasta 1992.

## Discografía

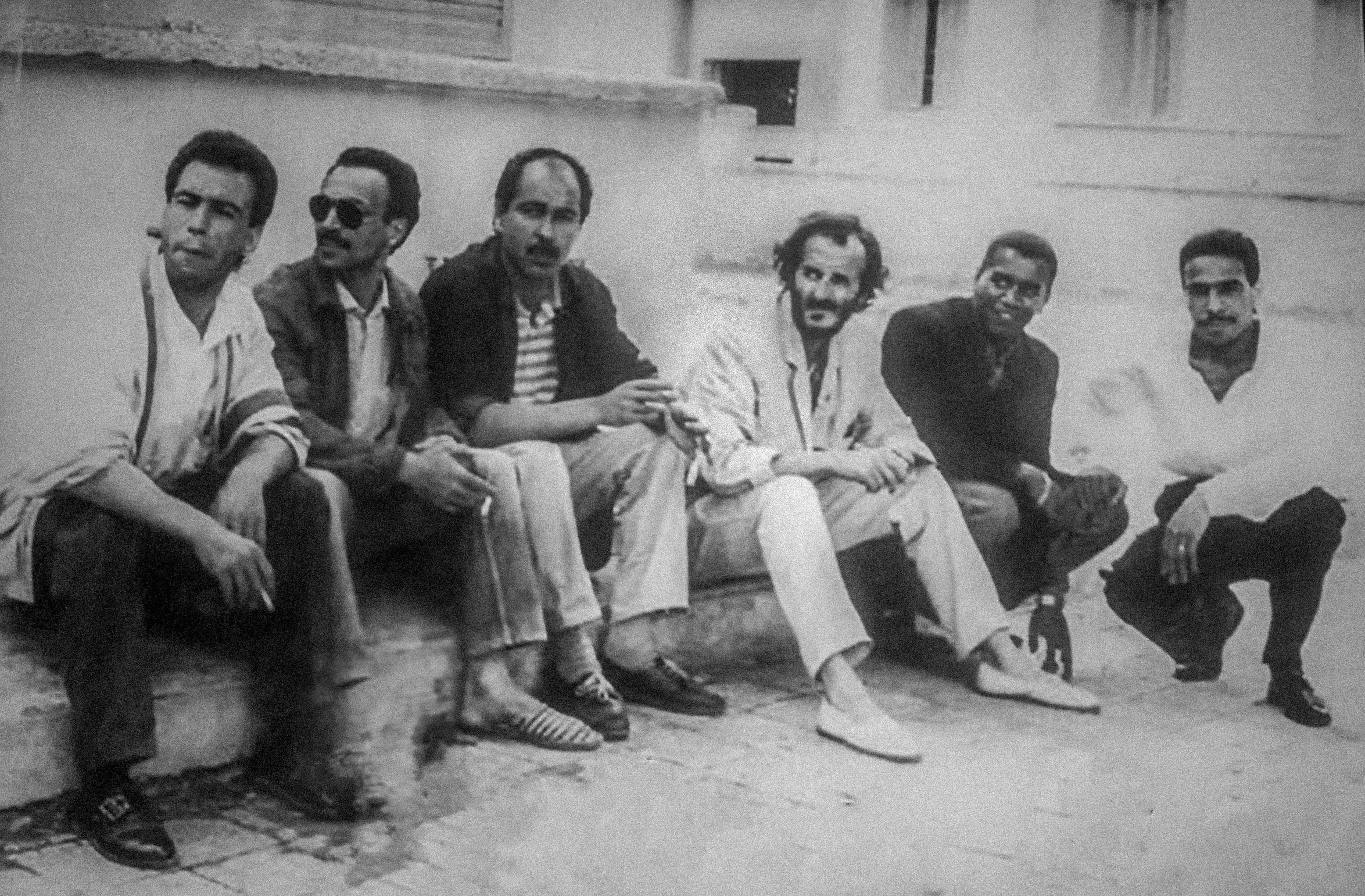
El Grupo Raïna Raï, de izquierda a derecha: Djilali Amarna, Kada Zina, Hachemi Djellouli, y Lotfi Attar.

### Álbumes
- Raina Rai, 1982, Sadi Disques.
- Hagda, 1983, autoproducción (HTK Productions) dos títulos fueron utilizados en la banda sonora original de la película Tchao Pantin de Claude Berri presentando Coluche.
- Rana Hna, 1985, edición Rachid & Fethi.
- Mama, 1988, edición Rachid & Fethi.
- Zaama, 1992, Musidisc.
- Bye Bye, 2001, Lazer Production.

### En vivo
- Live in Algiers, 1985, festival juvenil en Riad El-Feth con Touré Kunda.
- Live in Paris, 1986 en La Villette, autoproducción Sadi Disques.
- Live in Quebec, 1987 con Manu Dibango.
- Live in Marrakech, 1987.
- Tour in United States & au Canadá, 1991 en Washington D. C., Boston, Montréal, New York City & San Francisco.
- Live in Frankfurt, 1992, Festival panafricana con Alpha Blondy.
- Live in Algiers, 2000 20.º aniversario de Raïna Raï.
- Live in Paris, 2002, registrada en Le Divan du Monde.[6]
- Live in Casablanca, 2005.
- Live in Oran, 2008, edición AS.[7]